# Mussa ibn Nussayr
Mussa ibn Nussayr   (Hebron, c. 640 - Wadi-l-Qura, c. 716) (àrab: موسى بن نصير, Mūsà ibn Nuṣayr) va ser un general àrab, conqueridor del Magrib i de l'Àndalus i valí d'Ifríqiya.
El seu nom complet era Abu-Abd-ar-Rahman Mussa b. Nussayr b. Abd-ar-Rahman b. Zayd al-Lakhmí (o al-Bakrí) (àrab: أبوعبد الرحمن موسى بن نصير بن عبد الرحمن بن زيد اللخمي o البكري, Abū ʿAbd ar-Raḥmān Mūsà b. Nuṣayr b. ʿAbd ar-Raḥmān b. Zayd al-Lakhmī o al-Bakrī). Va néixer cap al 640 i el seu pare era un dels propers de Muàwiya ibn Abi-Sufyan, el futur primer califa omeia.
Cap a l'any 700 era governador d'Ifríqiya i va participar en la repressió d'una important revolta amaziga al Marroc, tot unificant la població d'aquesta zona amb l'ajut de Tàriq ibn Ziyad. Per defensar-se de les constants amenaces de la flota de l'Imperi Romà d'Orient, va constituir-se ell mateix una flota amb la qual va saquejar les Illes Balears. Va ser igualment a l'origen de la conquesta musulmana de la península Ibèrica: el 711 va enviar-hi primer Tàriq ibn Ziyad però, envejós de les riqueses que aquest havia aconseguit, l'any següent va desembarcar ell mateix a Gibraltar i va conquerir Sevilla, Mèrida i fins a Saragossa. Finalment, el 714 va ser destituït i obligat a tornar a Orient, acusat de dur a terme una política massa independent del califat omeia de Damasc.

## Biografia
Sembla que Mussa es va distingir per la cobdícia quan era recaptador del kharaj a Bàssora; sospitós de malversar fons, va fugir a Egipte, on governava el seu amic Abd-al-Aziz ibn Marwan, i finalment va acabar pagant una multa de cent mil dinars al califa per ésser perdonat. Abd-al-Aziz ibn Marwan el va nomenar governador de l'Ifríqiya en substitució de Hassan ibn an-Numan el 698 o a tot tardar el 699. Amb la col·laboració dels seus fills Abd-Al·lah i Abd-al-Aziz ibn Mussa ibn Nussayr derrotà els Hawwara, els Zanata i els Kutama, tribus amazigues del Màgrib. Confirmat com a governador pel nou califa, al-Walid I, va continuar el seu avanç cap a Tànger i el Sus, tornant després a Ifríqiya i deixant com a governador del Magreb occidental el seu mawla o llibert Tàriq ibn Ziyad.
El 710 Tàriq va manar a Tarif ibn Màlik de fer una petita expedició a la península Ibèrica, la qual li va permetre comprovar que era fàcil arribar-hi. Els dos partits que es disputaven el poder al regne visigot van demanar ajuda als musulmans, segurament a través del que havia estat governador romà d'Orient de Ceuta, Olban. Mussa va consultar què fer al califa al-Walid I, qui segons la tradició li va contestar: «guarda't d'arriscar els creients a través dels perills d'una mar de violentes tempestes». Però sembla que Mussa, temptat pel tresor reial visigot, va desobeir-lo.
Tàriq va travessar l'estret el 711, segurament com aliat del pretendent Àquila (que tenia el suport de la Tarraconense i la Septimània), i va derrotar en la batalla de Guadalete el rei visigot Roderic (que tenia el seu suport principal a la Bètica i Lusitània), i es va apoderar del tresor reial visigot, el qual havia de lliurar a Mussa, descomptada la cinquena part per al califa. Tot seguit ocupà Medina-Sidònia, Carmona i Sevilla sense lluita.
El 712 Mussa va deixar el seu fill Abd-Al·lah com a governador delegat a Ifríqiya i, acompanyat del seu altre fill Abd-al-Aziz, va passar amb un exèrcit de divuit mil homes a territori visigot. Va atacar Mèrida, on es concentraven les forces afins a Roderic (potser fins i tot aquest mateix, si és que no havia mort el 711), i que fou ocupada després d'un any de setge el (30 de juny del 713). Durant aquest setge, el rei Àquila es va presentar a Toledo i Tàriq ibn Ziyad el va enviar a Mussa, el qual era partidari d'establir el domini musulmà a Hispània. Mussa no va concedir ni negar res a Àquila, i el va remetre al califa. Avançat el 712 o potser el 713, Àquila va sortir del regne acompanyat d'un nombre important de magnats gots, camí de Damasc, mentre un emissari de Mussa feia el mateix camí amb un missatge recomanant l'annexió.
De Mèrida, Mussa es va dirigir a Toledo rebent arreu la submissió dels magnats, senyors i ciutats, que s'obligaven a ser fidels al valí d'Hispània (títol que ara s'arrogava Mussa), a no conspirar amb els seus enemics, i a pagar un tribut anual per cada súbdit cristià; a canvi, se'ls respectaven els dominis i la llibertat de religió, i les esglésies no podrien ser cremades. Els comes i duces que se sotmetien se'ls donaven les terres dels magnats lleials a Roderic, i les terres reials visigodes serien donades, si el califa acceptava el país, als que havien participat en la conquesta, menys la cinquena part per al califa. Els impostos recaptats serien per a Mussa, que enviaria la cinquena part al califa. En arribar Mussa a Toledo el va rebre, entre d'altres, Oppas, germà el rei Àquila. Molts magnats gots van fugir de la ciutat en saber que Mussa no venia com a aliat sinó com a conqueridor. Segurament l'any següent, el 714, Mussa va pujar cap al riu Ebre, i després d'ocupar per la força Ocilis (més tard Madina Salim i més tard Medinaceli), va arribar fins a Saragossa, que va ocupar sense lluita. A Saragossa, Mussa va rebre la submissió d'un comte hispanoromà de la regió anomenat Cassi, origen de la important família dels Banu Qassi. Sobre aquest temps es va conèixer que Àquila, a Damasc, havia renunciat a la corona i al regne, i l'havia cedit al califa, a canvi d'ésser reconegut comes, de recobrar els seus béns, segurament expropiats per Roderic, i de tres mil hisendes. Aquest va ésser el títol jurídic en què es fonamentà el domini musulmà sobre Hispània, i des de llavors Mussa va ser realment valí. Els gots no ho van acceptar i van elegir un nou rei, anomenat Ardó.
Mussa va marxar contra l'est del país, i en aquest context s'hauria de situar l'atac i destrucció de Tarraco, on Àquila primer i segurament després Ardó, tenien molts partidaris. Potser aquesta ferotge resistència va fer desistir Mussa de seguir cap a Narbona, capital d'Ardó. Llavors Mussa va fer el seu avanç cap a l'oest. Conquerí Seguia (Eixea o Ejea de los Caballeros), però les terres, que havien d'ésser distribuïdes entre els soldats, després de deduir la cinquena part del califa, no ho van ser. Es desconeixen els motius de Mussa per aquest perdó, tot i que se suposa que era un gest cap als vascons que vivien a la ciutat, ja que tot seguit havia de penetrar en terres vascones i volia entrar-hi amb bon peu. Però el país va resultar ser tant pobre i la gent anava tan despullada que Mussa, decebut, en va sortir ràpidament després de rebre una submissió més que teòrica. D'allí va passar al territori de la depressió basca, la Rioja, i, tot esquivant prudentment Astúries, on s'havien reagrupat alguns magnats gots resistents, a Cantàbria, on els magnats locals es van sotmetre ràpidament, passant llavors a Galícia on tampoc va trobar resistència.
El setembre del 714, Mussa i Tàriq ibn Ziyad van passar cap al Sud de la península amb el tresor reial visigot, des d'on van embarcar cap a Ifríqiya, on posteriorment havien de viatjar cap a Damasc per donar comptes de la seva missió. El comte Cassi abans esmentat, viatjava amb Mussa juntament amb altres magnats. Mussa va arribar a Damasc poc abans de la mort del califa al-Walid I (que va morir a començaments del 715). El govern d'Hispània, amb seu a Sevilla, va quedar confiat a Abd-al-Aziz ibn Mussa ibn Nussayr, fill de Mussa, que es va casar amb Egilona, vídua del rei Roderic.
Mussa i Tàriq, a l'arribar a Damasc, van caure en desgràcia per la seva desobediència, però la mort del califa va evitar altres conseqüències, encara que Sulayman ibn Abd-al-Malik, el nou califa, va manifestar la seva hostilitat a Mussa. El 716 o 717 es trobava a Síria, on els historiadors àrabs li atribueixen fets llegendaris. Va morir cap al 717.